# Breiðistíggjur
Breiðistíggjur är en bergstopp i Färöarna (Kungariket Danmark).   Den ligger i sýslan Vága sýsla, i den centrala delen av landet, 20 km väster om huvudstaden Tórshavn. Toppen på Breiðistíggjur är 319 meter över havet. Breiðistíggjur ligger på ön Vágar.
Terrängen runt Breiðistíggjur är kuperad. Havet är nära Breiðistíggjur åt sydost.  Närmaste större samhälle är Tórshavn, 19,7 km öster om Breiðistíggjur. 